# SlidePac

Un SlidePac (ou Slide Pack) est une pochette cartonnée permettant de contenir un CD.

## Utilisation musicale
La version SlidePac d'un album est une édition de celui-ci dans une pochette cartonnée. Sous cette forme, l'album n'est livré qu'avec le CD.
Cette présentation permet d'économiser de l'argent lors de la conception en usine de la pochette, les versions originales étant en plastique et avec un livret descriptif de l'album à l'intérieur.
De fait, ces versions épurées SlidePac sont la plupart du temps proposées à un prix plus attractif que les éditions « classiques », tout en permettant de ne pas baisser le prix de ces dernières.
Ce format a été introduit par Universal Music Group, qui en a vendu plus de 3 millions en France en 2006.